# ناوجی یتو
ناوجی یتو (به انگلیسی: Naoji Ito) بازیکن فوتبال اهل ژاپن و عضو تیم ملی فوتبال ژاپن است که در تاریخ ۱۹ ژوئن ۱۹۸۱ میلادی اولین بازی ملی‌اش را انجام داد. او در ۱ بازی ملی حضور داشت و آخرین بازی ملی خود را در تاریخ ۱۹ ژوئن ۱۹۸۱ میلادی انجام داد. ناوجی یتو در بازی‌های ملی‌اش
گلی به ثمر نرساند.